# دافيدي دوناتي
دافيدي دوناتي (بالإيطالية: Davide Donati)‏ هو لاعب جمباز إيطالي، ولد في 25 أبريل 1994 في فيميركاتي في إيطاليا.

## وصلات خارجية
- دافيدي دوناتي على موقع الاتحاد الدولي للجمباز (licence) (الإنجليزية)
- دافيدي دوناتي على موقع الاتحاد الدولي للجمباز (biography) (الإنجليزية)